# Bildagentur
Eine Bildagentur ist ein Unternehmen, das Bildmaterial vermarktet, also Fotografien, Illustrationen und teilweise auch Filmmaterial (sogenanntes Footage). Im Deutschen werden die Begriffe Bildagentur bzw. Fotoagentur und Bildarchiv bzw. Fotoarchiv unter Umständen synonym verwendet. Im englischen Sprachraum wird hingegen zwischen einer photo agency (eine Fotografenagentur) und einem photo archive (ein reines Bildarchiv) unterschieden.
Das Erstellen von Fotos für Bildagenturen, das heißt auf Vorrat, nennt sich Stockfotografie, das Gegenteil ist die Auftragsfotografie.
Zu den Kunden von Bildagenturen zählen vor allem Redaktionen von Print- und TV-Medien und Werbeagenturen.

## Typen
Im Wesentlichen kann zwischen zwei Typen von Bildagenturen unterschieden werden:
- Rein gewerbliche Bildarchive/Fotoagenturen, die aktiv das bei ihnen von freien professionellen oder semiprofessionellen Fotografen hinterlegte Bildmaterial gegen eine prozentuale Beteiligung an Bildnutzer vermarkten. Das Geschäftsmodell haben die meisten Bildagenturen. Teilweise produzieren die Agenturen jedoch auch eigenes Material mit angestellten oder freien Fotografen.
- Fotografengenossenschaften, in denen sich Fotografen zusammenschließen, um eine bessere Kontrolle über ihr Bildmaterial zu haben (Urheberrecht) und den Gewinn unter sich zu teilen. Hier gibt es teilweise unterschiedliche Eigentümerstufen (Senior- oder Juniorpartner) sowie angestellte Mitarbeiter.

Rein gewerbliche Bildarchive bzw. Fotoagenturen lassen sich wiederum in drei Hauptkategorien unterteilen: die Universalagenturen, Pressebildagenturen und Spezialbildagenturen. 
Universalagenturen vermarkten Bildrechte aus den unterschiedlichen Bereichen (z. B. Werbung, Redaktion, Kunst, Unterhaltung etc.). Pressebildagenturen bieten fast ausschließlich Pressebilder an, während sogenannte Spezialbildagenturen sich eines bestimmten Themas annehmen, beispielsweise Essen und Trinken, Kunst oder Medizin.

## Lizenzierung
Im Wesentlichen wird hier zwischen lizenzpflichtigem (auch als „rights managed“ oder mit dem Akronym „RM“ bezeichnetem) sowie im Deutschen irrtümlicherweise als „lizenzfrei“ (im Englischen „royalty-free“ oder „RF“) bezeichnetem Bildmaterial unterschieden.
Während bei lizenzpflichtigem Bildmaterial pro Verwendung eine von Art und Umfang sowie Verwendungszweck abhängige Nutzungs- oder Lizenzgebühr erhoben wird, werden „lizenzfreie“ Bilder einmalig erworben (oder „lizenziert“) und können im Normalfall unbegrenzt oft, zeitlich unbegrenzt und in verschiedenen Medien bzw. Branchen verwendet werden.
In der Regel sind sowohl bei lizenzpflichtigem als auch bei „lizenzfreiem“ Bildmaterial sämtliche Rechte geklärt, so dass die Bilder in jedem Kontext und zu jedem Zweck (insbesondere Werbung) verwendet werden können. Sofern Personen auf den Bildern sichtbar sind, liegt dann in der Regel ein gezeichnetes „Model Release“ vor, das prospektive Lizenznehmer von nachträglichen Anspruchsforderungen der abgebildeten Personen freistellt. Für Orte und Objekte, an denen Dritte Rechte haben, gilt dies im Normalfall nicht. Ein oft bemühtes Beispiel ist der Eiffelturm bei Nacht. Die Rechte an der bildlichen Reproduktion der nächtlichen Beleuchtung zu werblichen Zwecken handhaben die Inhaber sehr restriktiv. Der Eiffelturm tagsüber ist übrigens in dieser Beziehung unproblematisch.
Im Gegensatz zu Personen auf RM- und RF-Bildern im kreativen, werblichen Kontext sind Model Releases im redaktionellen Bereich unüblich. Die durch presserechtliche Grundsätze geregelten Möglichkeiten, Personen ohne explizite Genehmigung im redaktionellen Kontext abzubilden, setzen im Normalfall keine Model Releases voraus. Sollen solche Motive werblich eingesetzt werden, ist jedoch wiederum die Einwilligung der abgebildeten Person unbedingt erforderlich.
Für den werblichen Bereich werden sowohl RM- als auch RF-Motive genutzt. Tendenziell sind die Bilder im RM-Bereich exklusiver, hochwertiger und aktueller, da die Serien oft mit Blick auf aktuelle und zukünftige Trends von den Fotografen bzw. den Bildagenturen produziert werden. Dies führt dazu, dass im RM-Bereich – bezogen auf eine spezifische werbliche Nutzung – meist höhere Lizenzgebühren anfallen als für RF-Lizenzen. Für weniger exklusive Verwendungen – beispielsweise den Bereich Below-the-line – geht daher in der Werbung der Trend zu RF-Bildern. Neben den meist attraktiveren Preismodellen sind die einfachere Lizenzierung sowie die zeitlich unlimitierte Nutzung einmal lizenzierter Materialien weitere Gründe für diese Entwicklung.
Im editorialen Bereich wird hauptsächlich auf lizenzpflichtiges Bildmaterial zurückgegriffen. In nahezu allen Fällen ist das von Presseagenturen angebotene aktuelle Bildmaterial lizenzpflichtig. In letzter Zeit ist der Trend zu beobachten, beide „Welten“ (RF und RM) unter dem Stichwort „easy licensing“ einander anzunähern bzw. zu verschmelzen.

## Geschichte
Eine der ersten großen Bildagenturen für Stockfotografie wurde 1920 von H. Armstrong Roberts gegründet und ist heute unter dem Namen RobertStock bekannt. 
Zu den ersten kommerziellen Bildarchiven gehörte das 1936 gegründete Bettmann-Archiv in New York City. Das ist mit dem Einzug der Fotografie in die Presseberichterstattung zu begründen. Das Bettmann-Archiv erhob zum ersten Mal für professionelles Bildmaterial Lizenzgebühren. Im Lauf der Jahrzehnte konzentrierte es sich auf zeithistorisch bedeutsame Aufnahmen in hoher Qualität. Fotografien, die über dieses Archiv vermarktet wurden, wurden weithin bekannt: Sei es die Invasion amerikanischer Truppen in der Normandie am D-Day, Marilyn Monroe auf dem New Yorker U-Bahn-Schacht bei den Dreharbeiten zu Das verflixte 7. Jahr oder die Bilder von Lewis Hine zum Aufbau des Empire State Buildings in New York während der wirtschaftlichen Depression.
Beispielhaft für Bildagenturen im Berlin der Zwanziger Jahre war die „Photothek“ des Pressefotografen Willy Römer. Sein umfangreiches Archiv überstand den Zweiten Weltkrieg, eine Ausnahme, wodurch viele Aufnahmen aus der Zeit der Weimarer Republik erhalten blieben.
Einen Namen als Zeitgeist, Epochen, Ästhetik und Verständnis von Fotografie allgemein prägende Institution hat sich vor allem das u. a. von Henri Cartier-Bresson und Robert Capa gegründete und in Paris ansässige Bildarchiv Magnum Photos erworben. Diese Agentur dominierte vor allem zwischen den 1950er und 1970er Jahren die Bebilderung der großen Illustrierten der Welt, sei es Time Magazine, Newsweek, Life, Stern oder Paris Match, und prägte damit die Vorstellung von der klassischen Fotoreportage. Magnum erwarb sich auch besondere Verdienste um die Wahrung der Urheberrechte für die Fotografen und um eine angemessene Bezahlung.
Neben den klassischen Pressebildagenturen etablierten sich zunehmend Agenturen, die ihr Bildmaterial der Werbebranche zur Verfügung stellten (z. B. Mauritius Images und ZEFA) oder Spezialthemen abdeckten, wie die 1954 gegründete Okapia KG (Natur- und Wissenschaftsfotografie). Gemeinsam war der Bilderbranche bis in die späten 1980er-Jahre, dass es vor allem mittelständische Unternehmen waren, die hier aktiv wurden. Nur wenige Archive konnten signifikantere Marktanteile an sich ziehen und zu Konzerngröße anwachsen.
Mit der zunehmenden Digitalisierung der Produktion (Desktop-Publishing) änderten sich auch die Rahmenbedingungen für die Bildagenturen. Die Marktführer  Getty Images und Corbis sind heute multinationale Konzerne und die größten Bildagenturen der Welt mit jeweils über 70 Millionen digitalisierten Bildern, von denen ein Großteil über das Internet abgerufen und lizenziert werden kann. Diesen Agenturen ist gemeinsam, dass sie erst vor relativ kurzer Zeit, d. h. Ende der 1980er bzw. Anfang der 1990er-Jahre entstanden sind und sich – mit enormen finanziellen Ressourcen ausgestattet (Eigentümer von Corbis ist Bill Gates, Getty Images wurde von dem Milliardenerben Mark Getty gegründet und ist heute ein börsennotiertes Unternehmen) – systematisch die Rechte an umfassenden Bildkollektionen gesichert haben. Der strategische Hintergrund des Einstiegs in das heute zu beobachtende Bildgeschäft dürfte die Erkenntnis sein, dass geistiges Eigentum bzw. digitale Waren das „Öl des 21. Jahrhunderts“ sind (Mark Getty). Der Markt für digitale Bilder liegt zudem überwiegend im B-to-B-Bereich – im Gegensatz beispielsweise zum DRM-Markt für digitale Musik, der sich eher problematisch entwickelt und schwer zu steuern ist.
Die Übernahmeaktivitäten von Corbis und Getty Images sowie die starke Tendenz zu einer umfassenden Digitalisierung der Bildmaterialien haben die überwiegend mittelständisch geprägte Agenturlandschaft in den letzten Jahren tiefgreifend verändert. Während zahlreiche namhafte Archive übernommen wurden bzw. ihren Betrieb aufgaben, sind im Zuge der Digitalisierung neue Agenturen entstanden, die von Anfang an ihr Bildmaterial digital angeboten haben.
So entwickelten sich neben den klassischen Bildarchiven die sogenannten Microstockagenturen (auch SMRP: Stockphoto Micropayment Royalty Free Portale genannt). Sie bieten Bilder ab einem Preis von unter einem US$ an. Diese werden von Hobbyfotografen zur Verfügung gestellt, die anschließend am Erlös beteiligt werden. Die niedrigen Preise lassen sich darüber hinaus durch ein sehr reduziertes Serviceangebot erklären. Waren es in diesem Bereich 2005 lediglich drei bis vier ernsthafte Wettbewerber, so dürften es heute weltweit mehr als 30 Plattformen sein. Die bekannteste unter ihnen (iStockphoto) wurde 2005 für 50 Mio. US $ von Getty Images übernommen. 
Zwischen den hochpreisigen klassischen Bildagenturen und den niedrigpreisigen Microstockagenturen entstand in den letzten Jahren ein weiterer Markt: die sogenannten Midstockagenturen. Sie zeichnen sich einerseits durch günstige Preise aus, bieten andererseits aber einen vollwertigen Agenturservice an.
Das Land mit der international größten Agenturdichte sowie den meisten angeschlossenen Technologieprovidern ist Deutschland.

## Publikationen
- Anton Holzer (Hrsg.): Business mit Bildern. Geschichte und Gegenwart der Fotoagenturen, Themenheft der Zeitschrift Fotogeschichte, Heft 142, 2016, Jonas Verlag.